# Calasesia
Calasesia é um gênero de traça pertencente à família Brachodidae.